# Оборона Фредерикстада (1900)
Оборона Фредерикстада (африк. Frederikstad) британскими войсками генерала Джеффри Бартона с 20 по 25 октября 1900 года. Одно из немногих поражений бурского генерала Христиана Де Вета во время Второй англо-бурской войны. 
В октябре 1900 года британский отряд генерала Джеффри Бартона прикрывал железную дорогу из Крюгерсдорпа в Клерксдорп. Эта магистраль большой протяженности находилась в пределах возможного нанесения удара бурами как со стороны Оранжевой Республики, так и со стороны Трансвааля.
5 октября Бартон покинул Крюгерсдорп с отрядом из двух пехотных полков, пятисот конных пехотинцев, одной полевой батареи, трех автоматических малокалиберных пушек и морского орудия калибром 4,7 дюйма и направился вдоль железнодорожной линии в Почефструм и Клерксдорп. В течение двух недель, то есть все время, пока путь небольшой армии пролегал вдоль железнодорожной линии, ее движение сопровождалось непрекращающейся перестрелкой с бурскими отрядами (коммандо) Доутвайта, Либенберга и Вана де Мерве, которые препятствовали продвижению колонны. 15 октября бессистемная стрельба переросла в стычку на перевале через Гатсрандский хребет. 17 октября колонна достигла ж/д станции Фредерикстад, где и остановилась.
19-го числа Христиан Де Вет, в ответ на просьбу генерала Петруса Либенберга, вновь вернулся в Трансвааль со своими двумя тысячами бойцов, чтобы разбить колонну Бартона.
20 октября буры Де Вета и Либенберга заняли позиции на дальних холмах, окружающих Фредерикстад, и стали обстреливать противника, занимавшего две ближние к станции возвышенности. Один британский пехотный полк с несколькими пушками удерживал южный хребет. Генерал Бартон с остальными силами и морским орудием занимал северо-восточную высоту. Между ними лежала низина, по которой проходила линия ж/д со станцией и протекал ручей, у моста через который британские солдаты пополняли свои запасы воды.
С 20 по 24 октября буры практически полностью блокировали британский отряд. На их военном совете было решено отрезать англичан от водоснабжения. Так как в большинстве вечеров блокады были грозы с сильным туманом на следующее утро, то ночью с 24 на 25 октября мост и станция были незаметно заняты бурами. Утром 25 октября британские солдаты, пришедшие за водой, были застигнуты врасплох. Бартон приказал отбить станцию и мост штыковой атакой.
После полудня 25 октября несколько рот двух пехотных полков рассыпанным строем двинулись на окопы противника с двух направлений и по совершенно плоскому вельду продвинулись на милю под ружейным огнем буров. Затем стремительно бросившись вперед, быстро достигли их позиций и открыли огонь. Бурские стрелки оказались в почти безвыходном положении и, чтобы спастись, выскочили из окопов и устремились через открытое пространство туда, где были спрятаны их лошади. Во время этой гонки по ним били из винтовок, малокалиберных пушек и орудий. Тридцать шесть человек было убито, тридцать ранено, еще тридцать сдались в плен. Британские потери составили 29 убитых и 88 раненых.
Получив этот жестокий удар, Де Вет снял блокаду. В тот же день к Бартону подошло значительное подкрепление в составе двух пехотных полков, кавалерийского полка, одной батареи и обоза с боеприпасами. Несмотря на то что под началом Бартона находилось более тысячи всадников, он не стал преследовать разгромленного противника и занялся укреплением своих оборонительных позиций.